# 7344 Summerfield
7344 Summerfield este un asteroid din centura principală de asteroizi.

## Descriere
7344 Summerfield este un asteroid din centura principală de asteroizi. A fost descoperit pe 4 iunie 1992 la Observatorul Palomar de Carolyn S. Shoemaker și David H. Levy. Asteroidul prezintă o orbită caracterizată de o semiaxă mare de 2,59 ua, o excentricitate de 0,11 și o înclinație de 14,3° în raport cu ecliptica.